# Кузмины-Караваевы
Кузмины-Караваевы (Кузьмины-Караваевы, Кузьмины-Короваевы, Кузмины-Короваевы) — русский столбовой дворянский род.
При подаче документов (26 марта 1686) для внесения рода в Бархатную книгу, была предоставлена совместная родословная роспись Кузьминых-Караваевых и их однородцев Феофилатьевых, а также указная грамота воеводе Степану Васильевичу Кузьмину (1603).
Род внесён в VI-ю часть дворянских родословных книг Тверской, Ярославской и Новгородской губерний и «Родословный сборник русских дворянских фамилий».
Рязанский род Кузминых-Караваевых происходит от ярославской ветви. Штабс-капитан Александр Борисович Кузмин-Караваев внесён в VI часть ДРК Рязанской губернии (05.03.1910)

## Происхождение и история рода
Кузмины-Караваевы происходят из новгородских бояр. Согласно легенде, изложенной в древних родословцев, эти бояре происходили от князя Михаила Прушанина (Прусского) (конец XIII — начало XIV века), выехавшего в Великий Новгород «из Прус».
Согласно этой легенде, князь Михаил Степанович Прусский, выехал из Прусской земли в Великий Новгород и крестился. У него было два сына: Твердислав (в крещении Семён) и Ананий. От первого пошли Кузмины, от второго сына Фефилатьевы. В старинных родословцах сказано: "Род Кузьминых и Фефилатьевых-Новгородских до новгородского взятия, владельцы больших степенных посадников. Прозвание Короваевы приняли по Государеву указу в отличие от других Кузьминых".
Василий Кузмин был новгородским посадником (1376).
Иван Иванович после взятия Новгорода пожалован московским боярином (1478).
Иван Васильевич  — 4-й воевода ертаульного полка в Казанском (1544) и Полоцком (1551) походах. Василий Михайлович наместник и воевода. Василий Яковлевич наместник в Болхове и послан в Сокол, взят в плен поляками, где пробыл 6 лет, по возвращении наместник Белёвский, голова у наряда в Серпуховском походе (1606), полковой воевода в походе от Нижнего-Новгорода в Чебоксары. Степан Васильевич воевода в Таре (1597), Терке (1605).

## Описание герба
Щит разделён горизонтально на две части, из коих в верхней части, в красном поле, изображена рука в серебряных латах с саблей. В нижней части, в правом золотом поле, виден до половины выходящий орел с распростёртым крылом; в левом голубом поле — серебряный хлеб, называемый каравай.
Щит увенчан обыкновенным дворянским шлемом с дворянской на нем короной. Намёт на щите голубой, подложен золотом. Щитодержатели: два единорога. Герб рода Кузьминых-Короваевых внесён в Часть 4 Общего гербовника дворянских родов Всероссийской империи, стр. 57

## Известные представители

### Допетровская Русь
- Кузьмин-Короваев, Андрей Степанович — стольник, сын Кузьмина-Короваева Степана Фёдоровича[4].
- Кузмин-Короваев, Андрей Степанович — вологодский воевода в 1701—1702[5].
- Кузьмин-Короваев, Афанасий Андреевич — боярин[6].
- Кузьмин-Короваев, Богдан Андреевич (?—1696) — стольник, погиб под Азовом[4].
- Кузмин-Короваев, Василий Яковлевич — болховский воевода в 1475 году[7].
- Кузьмин-Короваев, Дмитрий Степанович — боярин[6].
- Кузьмин-Короваев, Иван Степанович (большой) — стольник, сын Кузьмина-Короваева Степана Фёдоровича[4].
- Кузьмин-Короваев, Иван Степанович (меньшой) — стольник, сын Кузьмина-Короваева Степана Фёдоровича[4].
- Кузьмин-Короваев, Сергей Степанович — боярин[6], стольник царицы Прасковьи Федоровны (1692), царский стольник (1702)[8].
- Кузьмин-Короваев, Степан Васильевич — воевода в Таре (1597), на Терке (1605)[4].
- Кузьмин-Короваев, Степан Фёдорович (большой) — стряпчий, стольник и воевода во Ржеве (1624)[4].
- Кузьмин-Короваев (Кузмин-Караваев), Степан Иванович — стольник, алатырский воевода (города и уезда) в 1687—1689[9].

### Российская Империя
- Кузьмин-Короваев, Аглай Дмитриевич (1864—1918) — генерал-лейтенант.
- Кузьмин-Караваев, Аглай Константинович — подпоручик, сын Кузьмина-Караваева Константина Павловича[10].
- Кузьмин-Караваев, Александр Дмитриевич (1865—1915) — ротмистр лейб-егерского полка.
- Кузьмин-Короваев, Александр Николаевич (1862—1923) — русский генерал-лейтенант[11].
- Кузьмин-Короваев, Александр Николаевич — мичман русского флота[12].
- Кузьмин-Караваев, Андрей Андреевич — майор, предводитель дворянства Владимирской губернии, двоюродный брат Кузьмина-Караваева Дмитрия Петровича[4].
- Кузьмин-Караваев, Борис Александрович (1857—1920) — генерал-майор.
- Кузьмин-Короваев, Валериан Львович — морской офицер, участник русско-японской войны.
- Кузьмин-Короваев, Владимир Павлович — мичман[12].
- Кузьмин-Караваев, Всеволод Борисович (1894—?) — ротмистр 12-го уланского Белгородского полка, участник Белого движения.
- Василий Михайлович Кузьмин-Караваев (ум. после 1611 г.) — воевода[13]
- Кузьмин-Караваев, Владимир Дмитриевич (1859—1927) — русский юрист, общественный и политический деятель, сын Кузьмина-Караваева Дмитрия Николаевича.
- Кузьмин-Караваев, Владимир Павлович — капитан[14][15][16][17].
- Кузьмин-Караваев, Григорий Павлович (1823—1888) — генерал-лейтенант[4][18], брат Кузьмина-Караваева Дмитрия Павловича.
- Кузьмин-Караваев, Дмитрий Владимирович (1886—1959) — католический священник византийского обряда или по другой терминологии греко-католик, принадлежал к Русскому апостолату в Зарубежье, первый муж Марии Скобцовой.
- Кузьмин-Караваев, Дмитрий Дмитриевич (1856—1950) — русский генерал от артиллерии, в 1944 году награждён орденом Ленина, сын Кузьмина-Караваева Дмитрия Николаевича[4][19].
- Кузьмин-Караваев, Дмитрий Дмитриевич (1892—1985) — ротмистр, участник Первой мировой войны и Белого движения.
- Кузьмин-Караваев, Дмитрий Николаевич (1818—1883) — генерал-лейтенант[4].
- Кузьмин-Караваев, Дмитрий Павлович (1820—?) — генерал-майор[4].
- Кузьмин-Караваев, Дмитрий Петрович (?—1794) — полковник, погиб в Польше во время восстания Костюшко[4].
- Кузьмин-Короваев, Константин Константинович (1861—1930) — кавалерист, генерал-майор[20].
- Кузьмин-Караваев, Константин Павлович — надворный советник, владелец усадьбы в Лисицыно, Рудлевская вол., Кашинский уезд[21].
- Кузьмин-Караваев, Николай Владимирович — поручик[22].
- Кузьмин-Караваев, Николай Николаевич (1820—1883) — контр-адмирал, брат Кузьмина-Караваева Дмитрия Николаевича[4].
- Кузьмин-Караваев, Николай Александрович — полковник, владелец усадьбы в Николаевском (Николаевке), Прудская вол., Весьегонский уезд[23].

- Кузьмина-Караваева, Елизавета Юрьевна (Мария Скобцова; 1891—1945) — православная монахиня, поэтесса, мемуаристка, деятель французского Сопротивления[24][25]. До принятия монашества состояла в браке с Д. В. Кузьминым-Караваевым.
- Кузьмина-Короваева, Татьяна Сергеевна — дочь Кузьмина-Короваева Сергея Степановича, жена Мусина-Пушкина Ивана Тимофеевича[8].